# Fertigungsstraße

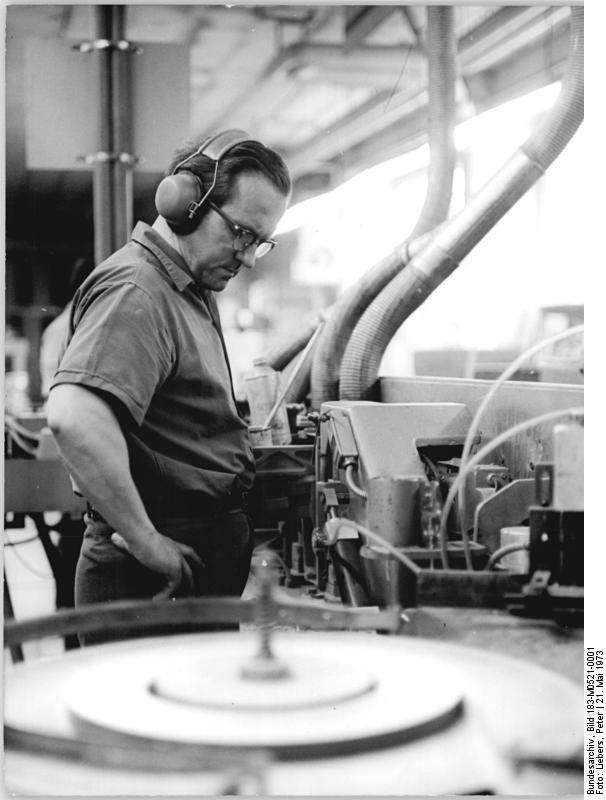
Fertigungsstraße im VEB Möbelkombinat

Eine Fertigungsstraße ist eine räumliche Abfolge von Fertigungseinrichtungen, auf denen in zeitlicher Abfolge Fertigungsschritte an einem Werkstück oder teilfertigen Produkt durchgeführt werden.
Die Fertigungsstraße beschreibt die Fertigung aus der Perspektive der Umgebung der Fertigung, während die Fertigungslinie die Fertigung aus der Perspektive der zu fertigenden Teile beschreibt. So kann es für verschiedene Werkstücke verschiedene Fertigungslinien geben, die unterschiedliche Teile der Fertigungsstraße nutzen.
Konkrete Ausprägungen, die sich mit voranschreitender Entwicklung jedoch vom „Straßen“- bzw. „Linien“-Charakter entfernen, sind
- die konventionelle Transferstraße
- die flexible Transferstraße
- flexible Fertigungssysteme
- agile Fertigungssysteme.

Eine Erweiterung der Fertigungsstraße ist die Produktionsstraße, die z. B. auch eine Montagelinie beinhalten kann.